# Vitry-aux-Loges
Vitry-aux-Loges – miejscowość i gmina we Francji, w Regionie Centralnym, w departamencie Loiret.
Według danych na rok 1990 gminę zamieszkiwały 1622 osoby, a gęstość zaludnienia wynosiła 37 osób/km² (wśród 1842 gmin Regionu Centralnego Vitry-aux-Loges plasuje się na 247. miejscu pod względem liczby ludności, natomiast pod względem powierzchni na miejscu 132.).